# Marmosa phaea
Marmosa phaea — нічний, деревний та переважно одиночний вид південноамериканського сумчастого з родини Didelphidae. Він походить із західних схилів Анд у Колумбії, Еквадорі та Перу, де мешкає на висоті від рівня моря до 1500 метрів. Він переважно мешкає в низинних тропічних лісах та гірських туманних лісах, хоча повідомлялося про його зустрічі в сухих лісах на південному кінці ареалу. Раніше його відносили до роду Micoureus, який у 2009 році був виділений у підрід. Його природоохоронний статус є вразливим через фрагментацію середовища існування та постійну втрату середовища існування внаслідок урбанізації та перетворення на сільське господарство.

## Опис
Тварини досягають довжини голови й тулуба від 12,1 до 17 см, а хвіст має довжину від 15,3 до 23,6 см. Отже, хвіст у середньому приблизно на 30% довший за голову й тулуб. Єдиний екземпляр, зважений наразі, важив 63 г. Хутро на спині та з боків тіла коричневе. Хутро на нижньому боці жовтувато-коричневе до світло-оранжевого. Навколо чорних очей є непомітні вузькі кільця навколо очей. Підборіддя та щоки жовтувато-коричневі. Вуха коричневі. 2 см хвоста, найближчі до тіла, вкриті волоссям. Решта хвоста без волосся та коричневого кольору. Кінчик хвоста часто білий. У самиць немає сумки.